# Sevran – Livry (stanice metra v Paříži)
Sevran – Livry je plánovaná stanice metra v obci Sevran na lince 16 pařížského metra. Stanice bude propojena s linkou RER B.

## Poloha
Stanice linky 16 bude umístěna naproti budově pro cestující nádraží Sevran-Livry s nástupišti v hloubce 20 m.

## Vývoj
Stanici navrhl architekt Jean-Marie Duthilleul. Ve spolupráci s ním vytvořil Daniel Buren pro stanici umělecké dílo. Prosklené střechy stanice budou zdobil barevné pruhy.
Stanice bude také mít na nástupištích osm fresek od Ingrid Godon.
Přípravné práce byly zahájeny v říjnu 2016 a byly dokončeny v prosinci 2017.
Stavbu stanice řídí skupina Egis Rail / Tractebel. Stavební inženýrské práce byly zadány společnosti Salini Impregilo / NGE GC. Výstavba začala na začátku roku 2019 inženýrskými stavbami. Dokončení je plánováno na rok 2026.